# Albert Chavanac
Pour les articles homonymes, voir Chavanac (homonymie).
Albert Chavanac, né le 19 octobre 1909 à Saint-Hilaire-Saint-Florent et mort le 14 septembre 1972 à Rennes, est un homme politique français, Compagnon de la Libération.

## Biographie
Engagé dans les Forces françaises libres en 1940, il combat notamment en Syrie et en Libye avant de participer à la libération de l'Italie. Entré en politique au sein du Rassemblement du peuple français (RPF), il est élu au conseil municipal de Paris en 1959 et réélu en 1965, et en est président de 1965 à 1966.
Il est élu sénateur de Paris le 22 septembre 1968 et occupe son siège jusqu'à sa mort.
Il est inhumé au cimetière parisien de Bagneux.

## Détail des fonctions et des mandats
Mandat parlementaire
- 2 octobre 1968 - 14 septembre 1972 : Sénateur de Paris

## Distinctions
- Commandeur de la Légion d'honneur
- Compagnon de la Libération par décret du 2 juin 1943[2]
- Croix de guerre 1939–1945 (6 citations)
- Croix du combattant
- Croix du combattant volontaire de la Résistance
- Médaille coloniale avec agrafes "Libye", "Bir-Hakeim", "Tunisie"
- Médaille commémorative des services volontaires dans la France libre
- Ordre de l'Empire britannique à titre civil (GB)
- Croix militaire (GB)
- Mérite Syrien